# Chikkabanagere, Sira
Chikkabanagere là một làng thuộc tehsil Sira, huyện Tumkur, bang Karnataka, Ấn Độ.